# 板倉重澄
板倉 重澄（いたくら しげずみ、寛永15年（1638年） - 万治元年9月14日（1658年10月10日））は、江戸時代の人物。三河中島藩主・板倉重矩の次男。母は小出吉親の娘。重良の弟、重種の兄。
承応2年（1653年）閏6月6日に第4代将軍・徳川家綱に拝謁した。
万治元年に20歳で没した。兄の重良が父に廃嫡された後は叔父の板倉重直の養子になっていた弟の重種が嫡子になり、延宝元年（1673年）に亡くなった父の跡を継いだ。